# Maurice Vaudaux
Maurice Vaudaux est un acteur français né le 14 janvier 1949 à Lyon.
Il est principalement connu pour avoir joué le rôle du commissaire divisionnaire Waltz dans la série Navarro de 1989 à 2007.
Il est marié depuis le 28 mai 1984 avec l'actrice Catherine Allégret avec laquelle il en couple depuis le 2 octobre 1980. Ils ont une fille prénommée Clémentine, née en 1984.

## Filmographie
- 1977 : L'Aigle et la Colombe de Claude Bernard-Aubert
- 1978 : Violette Nozière de Claude Chabrol : Willy
- 1978 : Histoire du chevalier Des Grieux et de Manon Lescaut de Jean Delannoy : Tiberge
- 1981 : L'Arme au bleu de Maurice Frydland
- 1983 : Quelques hommes de bonne volonté (mini-série télévisée) réal. François Villiers : Clanricard
- 1984 : Le mystérieux docteur Cornelius (série télé) real. Maurice Frydland
- 1990 : Le Provincial de Christian Gion
- 1989-2007 : Navarro : commissaire divisionnaire Waltz
- 1999 : Louis la Brocante (série télévisée) Louis et les Amoureux du Manège : Vincent Beaumont
- 2010 : La Rafle de Roselyne Bosch : l'abbé Bernard.
- 2012 : La Nouvelle Maud : Patrick Ackert (saison 2)
- 2014 : Les Trois Silences de Laurent Herbiet : Mieville
- 2019 : Demain nous appartient : Yvan Josse  (épisodes 618 à...)